# Nordic Drugs
Nordic Drugs är ett svenskt läkemedelsföretag som grundades 1995 och har sitt huvudkontor i Malmö. Nordic Drugs omsätter cirka 200 miljoner kronor per år och står bakom mediciner som Dimor, Laxido och Comfora. 